# Winston-Salem Open 2021
Winston–Salem Open 2021 là một giải quần vợt thi đấu trên mặt sân cứng ngoài trời. Đây là lần thứ 52 giải Winston-Salem Open được tổ chức (giải đấu trước đó ở New Haven và Long Island), và là một phần của ATP Tour 250 trong ATP Tour 2021. Giải đấu diễn ra tại Wake Forest University ở Winston-Salem, North Carolina, Hoa Kỳ, từ ngày 21 đến ngày 28 tháng 8 năm 2021. Đây là giải đấu cuối cùng trong US Open Series 2021 trước Giải quần vợt Mỹ Mở rộng 2021.

## Điểm và tiền thưởng

### Phân phối điểm
| Sự kiện | VĐ  | CK  | BK | TK | Vòng 1/16 | Vòng 1/32 | Vòng 1/64 | Q  | Q2 | Q1 |
| Đơn     | 250 | 150 | 90 | 45 | 20        | 10        | 0         | 12 | 6  | 0  |
| Đôi     | 250 | 150 | 90 | 45 | 0         | —         | —         | —  | —  | —  |

### Tiền thưởng
| Sự kiện | VĐ         | CK         | BK         | TK         | Vòng 1/16  | Vòng 1/32 | Q         | Q2        | Q1      |
| Đơn     | 96.505 USD | 56.000 USD | 32.350 USD | 18.740 USD | 10.740 USD | 6.500 USD | 3.950 USD | 1.840 USD | 920 USD |
| Đôi*    | 40.600 USD | 20.800 USD | 11.280 USD | 6.450 USD  | 3.780 USD  | —         | —         | —         | —       |

*mỗi đội

## Nội dung đơn

### Hạt giống
| Quốc gia | Tay vợt              | Xếp hạng1 | Hạt giống |
| -------- | -------------------- | --------- | --------- |
| ESP      | Pablo Carreño Busta  | 12        | 1         |
| BEL      | David Goffin         | 19        | 2         |
| GBR      | Dan Evans            | 28        | 3         |
| HUN      | Márton Fucsovics     | 37        | 4         |
| KAZ      | Alexander Bublik     | 38        | 5         |
| CRO      | Marin Čilić          | 39        | 6         |
| GEO      | Nikoloz Basilashvili | 40        | 7         |
| AUS      | John Millman         | 44        | 8         |
| GER      | Jan-Lennard Struff   | 47        | 9         |
| ARG      | Federico Delbonis    | 48        | 10        |
| ESP      | Albert Ramos Viñolas | 49        | 11        |
| FRA      | Benoît Paire         | 50        | 12        |
| USA      | Frances Tiafoe       | 51        | 13        |
| FRA      | Richard Gasquet      | 53        | 14        |
| ESP      | Carlos Alcaraz       | 55        | 15        |
| GER      | Dominik Koepfer      | 59        | 16        |

1 Bảng xếp hạng vào ngày 16 tháng 8 năm 2021.

### Vận động viên khác
Đặc cách:
- Pablo Carreño Busta
- David Goffin
- Dan Evans
- Andy Murray

Bảo toàn thứ hạng:
- Gilles Simon

Vượt qua vòng loại:
- Denis Kudla
- Alexei Popyrin
- Lucas Pouille
- Wu Tung-lin

Thua cuộc may mắn:
- Pierre-Hugues Herbert
- Eduardo Nava
- Max Purcell
- Noah Rubin
- Yosuke Watanuki

### Rút lui
Trước giải đấu
- Kevin Anderson → thay thế bởi  Arthur Rinderknech
- Pablo Andújar → thay thế bởi  Marco Cecchinato
- Nikoloz Basilashvili → thay thế bởi  Pierre-Hugues Herbert
- Aljaž Bedene → thay thế bởi  Tennys Sandgren
- Laslo Đere → thay thế bởi  Mikael Ymer
- David Goffin → thay thế bởi  Eduardo Nava
- Lloyd Harris → thay thế bởi  Norbert Gombos
- Nick Kyrgios → thay thế bởi  Noah Rubin
- Adrian Mannarino → thay thế bởi  Thiago Monteiro
- John Millman → thay thế bởi  Max Purcell
- Yoshihito Nishioka → thay thế bởi  Facundo Bagnis
- Miomir Kecmanović → thay thế bởi  Radu Albot
- Tommy Paul → thay thế bởi  Andreas Seppi
- Lorenzo Sonego → thay thế bởi  Yosuke Watanuki

## Nội dung đôi

### Hạt giống
| Quốc gia | Tay vợt        | Quốc gia | Tay vợt         | Xếp hạng1 | Hạt giống |
| -------- | -------------- | -------- | --------------- | --------- | --------- |
| POL      | Łukasz Kubot   | BRA      | Marcelo Melo    | 37        | 1         |
| FRA      | Nicolas Mahut  | FRA      | Fabrice Martin  | 40        | 2         |
| RSA      | Raven Klaasen  | JPN      | Ben McLachlan   | 52        | 3         |
| ITA      | Simone Bolelli | ARG      | Máximo González | 60        | 4         |

1 Bảng xếp hạng vào ngày 16 tháng 8 năm 2021

### Vận động viên khác
Đặc cách:
- Siddanth Banthia /  Matthew Thomson
- Nicholas Monroe /  Jackson Withrow

### Rút lui
Trước giải đấu
- Ivan Dodig /  Jamie Murray → thay thế bởi  Ivan Dodig /  Austin Krajicek
- Marcel Granollers /  Horacio Zeballos → thay thế bởi  Oliver Marach /  Philipp Oswald
- Wesley Koolhof /  Jean-Julien Rojer → thay thế bởi  Ariel Behar /  Gonzalo Escobar
- Kevin Krawietz /  Horia Tecău → thay thế bởi  Tomislav Brkić /  Nikola Čačić
- John Peers /  Filip Polášek → thay thế bởi  Marcus Daniell /  Marcelo Demoliner
- Tim Pütz /  Michael Venus → thay thế bởi  Luke Saville /  John-Patrick Smith
- Rajeev Ram /  Joe Salisbury → thay thế bởi  Marcelo Arévalo /  Matwé Middelkoop

## Nhà vô địch

### Đơn
- Ilya Ivashka đánh bại  Mikael Ymer, 6–0, 6–2

### Đôi
- Marcelo Arévalo /  Matwé Middelkoop đánh bại  Ivan Dodig /  Austin Krajicek, 6–7(5–7), 7–5, [10–6]